# Euphorbia perfoliata
Euphorbia perfoliata là một loài thực vật có hoa trong họ Đại kích. Loài này được Scheutz mô tả khoa học đầu tiên năm 1888.